# Hirschbach (Germania)

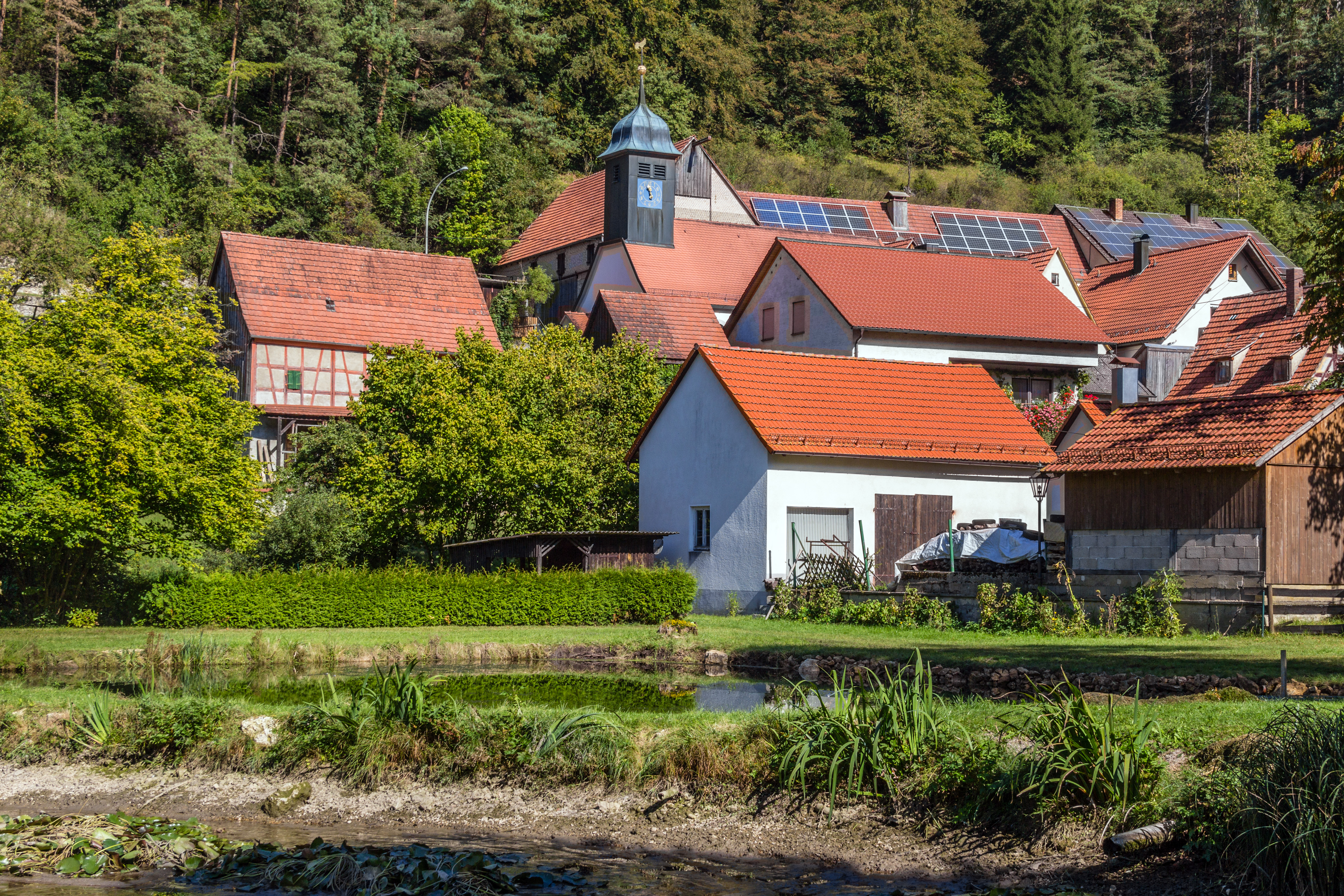
Hirschbach

Hirschbach è un comune tedesco situato nel circondario di Amberg-Sulzbach, nel land della Baviera.